# 宣化鋼鐵
宣化钢铁集团有限责任公司，1919年於中國河北张家口宣化成立，是以龍煙鐵礦股份公司成立。公司主要從事鋼鐵業務，包括生产线材、棒材、型材、带钢，其中热轧带肋钢筋、热轧钢带、热轧圆盘条等業務。2006年被唐山鋼鐵集團收購。
2008年，母公司與河北邯鄲的邯鋼合併成「河北鋼鐵集團」，成為中國最大、世界第五大鋼鐵公司。
2016年，河北省出台计划，拟在2020年彻底关停宣化钢铁位于张家口市宣化区的老厂区。河北省计划在2017年4月开工建设位于唐山市乐亭县的宣化钢铁新厂区。

## 連結
- 宣化钢铁集团有限责任公司（页面存档备份，存于）